# Środa Wielkopolska (gmina)
Środa Wielkopolska – gmina miejsko-wiejska w województwie wielkopolskim, w powiecie średzkim. W latach 1975–1998 gmina położona była w województwie poznańskim.
Siedziba gminy to Środa Wielkopolska.
Według danych na 31 grudnia 2014 gmina liczyła 31 252 mieszkańców.

## Struktura powierzchni
Według danych z roku 2002 gmina Środa Wielkopolska ma obszar 207,1 km², w tym:
- użytki rolne: 83%
- użytki leśne: 7%

Gmina stanowi 33,23% powierzchni powiatu.

## Demografia

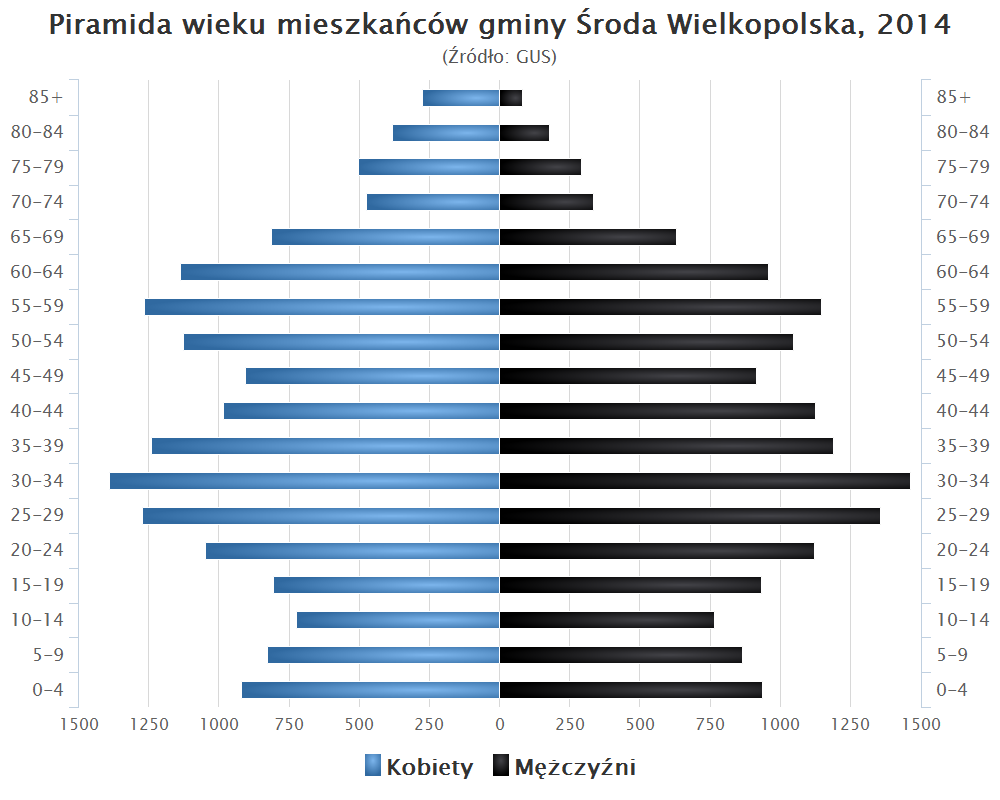
Piramida wieku mieszkańców gminy Środa Wielkopolska w 2014 roku

Dane na 31 grudnia 2014
| Opis                              | Ogółem | Ogółem | Kobiety | Kobiety | Mężczyźni | Mężczyźni |
| --------------------------------- | ------ | ------ | ------- | ------- | --------- | --------- |
| jednostka                         | osób   | %      | osób    | %       | osób      | %         |
| populacja                         | 31252  | 100    | 16064   | 51,4    | 15188     | 48,6      |
| gęstość zaludnienia (mieszk./km²) | 150,9  | 150,9  | 77,6    | 77,6    | 73,3      | 73,3      |

## Sąsiednie gminy
Dominowo, Kleszczewo, Kostrzyn, Kórnik, Krzykosy, Miłosław, Zaniemyśl

## Miasta partnerskie
- Hennigsdorf, Niemcy
- Vitré, Francja